# Leonid Kannegiesser

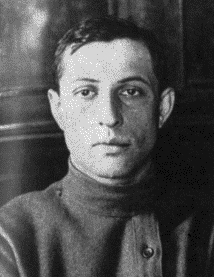
Leonid Kannegiesser (1918)

Leonid Ioakimowitsch (Akimowitsch) Kannegiesser (auch Kannegießer) (russisch Леонид Иоакимович Каннегисер; * 15. Märzjul. / 27. März 1896greg. in St. Petersburg; † 1918 in Petrograd) war ein russischer Dichter und Narodnik.

## Leben
Kannegiesser stammte aus einer jüdischen Familie. Sein Vater Ioakim Samuilowitsch Kannegiesser war Ingenieur und leitete die Schwarzmeerwerft in Nikolajew. Die Mutter Rosa Lwowna Saker (1863–1946)  war Ärztin. Die Großmutter väterlicherseits Rosalija Emmanuilowna Mandelstam (1833–1905) war die Schwester des Augenarzts Max E. Mandelstamm und des Literaturhistorikers Iossif Jemiljanowitsch Mandelstam. Vettern des Vaters waren der Mediziner Alexander Gawrilowitsch Gurwitsch und der Chemiker Lew Gawrilowitsch Gurwitsch (1871–1926). Die Familie lebte in St. Petersburg und verbrachte die Sommer in der Datsche in Odessa bis zum Beginn des Ersten Weltkriegs.
Kannegiesser besuchte das St. Petersburger private Gurewitsch-Gymnasium. 1913–1915 war er Junker der Michail-Artillerie-Schule. Darauf studierte er in der Ökonomie-Abteilung des Polytechnischen Instituts. Er war Mitglied der Narodniki.
Kannegiesser gehörte zum Kreis Michail Alexejewitsch Kusmins und zur Gruppe junger Petrograder Dichter, mit denen sich Sergei Alexandrowitsch Jessenin im März und April 1915 häufig traf. Im Sommer 1915 war Kannegiesser Jessenins Gast in Konstantinowo (Gouvernement Rjasan). In Kannegiessers Gedichten werden religiöse Themen und eine ekstatische Opferbereitschaft angesprochen. Nach der Februarrevolution 1917 schrieb er mit Zitaten von Jessenin ein Gedicht auf Alexander Fjodorowitsch Kerenski als Hoffnungsträger. Kannegiessers Gedichte wurden von seinem Vater mit Erinnerungen an den Dichter 1928 in Paris veröffentlicht.
1915 bestand eine kurze Beziehung Kannegiessers mit der Dichterin Pallada Olimpowna Bogdanowa-Belskaja. Eine engere Beziehung bestand mit der Schauspielerin Olga Hildebrandt-Arbenina bis 1917, als Kannegiessers ältester Bruder durch Unfall oder Suizid starb (Olga Hildebrandt heiratete später den Schriftsteller Juri Jurkun).
In der Nacht vom 25. Oktoberjul. / 7. November 1917greg. zum 26. Oktoberjul. / 8. November 1917greg. verteidigte der Junker Kannegiesser mit anderen Junkern die Provisorische Regierung im Winterpalast.
Kannegiesser wurde Mitglied der von seinem Vetter Maximilian Maximilianowitsch Filonenko geführten antibolschewistischen Untergrundgruppe. Filonenko stand in enger Verbindung mit Boris Wiktorowitsch Sawinkow, der die Liquidierung des Tscheka-Chefs Moissei Solomonowitsch Urizki befahl. Kannegiesser beschloss, Urizki zu töten, nachdem sein Freund Wladimir Borissowitsch Perelzweig wegen einer konterrevolutionären Verschwörung in der Michail-Artillerieschule am 21. August 1918 von der Petrograder Tscheka erschossen worden war. Kannegiesser wusste nicht, dass Urizki versucht hatte, die Erschießung zu verhindern. Kurz vor dem Anschlag telefonierte er noch mit Urizki. Am 30. August gegen 11 Uhr fuhr Kannegiesser auf dem Fahrrad zum Winterpalast und wartete am Eingang des Außenministeriums auf Urizki, den er in Gegenwart des Pförtners an der Aufzugstür erschoss. Kannegiesser flüchtete auf dem Fahrrad, lief durch ein offenes Haus und wurde schnell identifiziert und verhaftet. Er erklärte, dass er als Jude den jüdischen Apostaten Urizki tötete, um den guten Ruf der Juden in Russland wiederherzustellen (zitiert von Arkadi Iossifowitsch Waksberg). Am gleichen Tag verübte Fanny Kaplan ein Attentat auf Lenin. Während der Untersuchungen wurden viele Freunde und Bekannte Kannegiessers verhört und verhaftet. Im Oktober 1918 wurde Kannegiesser erschossen. Seine Eltern wurden nach den Verhören ins Ausland ausgewiesen.
Konstantin Dmitrijewitsch Balmont schrieb das Gedicht Buchstabe K auf Kannegiesser, Kaplan, Boris Kowerda und Moritz Conradi.
Kannegiessers Schwester Jelisaweta wurde 1942 aus Nizza deportiert und starb in Auschwitz. Kannegiessers Cousine Jewgenija Nikolajewna Kannegiesser (1908–1986) heiratete 1931 den Physiker Rudolf Peierls.